# Heteromysis thailandica
Heteromysis thailandica är en kräftdjursart som beskrevs av Nobuyuki Fukuoka och Murano 2002. Heteromysis thailandica ingår i släktet Heteromysis och familjen Mysidae. Inga underarter finns listade i Catalogue of Life.